# Casa de los Heros
La Casa de los Heros fue un edificio ubicado en la calle de Alcalá número 34 (Madrid). Famoso por haber sido hasta el año 1914 la sede de la Presidencia del Consejo de Ministros (denominado en su época Palacio de la Presidencia). Fue edificada en 1779 por Juan Antonio de los Heros y se destinó desde sus comienzos a las más diversas funciones, tanto públicas como privadas. En 1914 se trasladó el Consejo a la casa palacio del Marqués de Villamejor y dos años después la Casa de los Heros fue demolida a causa de su mal estado de conservación. En su antiguo solar se encuentra, en la actualidad, la sede del Ministerio de Educación. También fue conocido por el nombre de Almacén de cristales.

## Historia

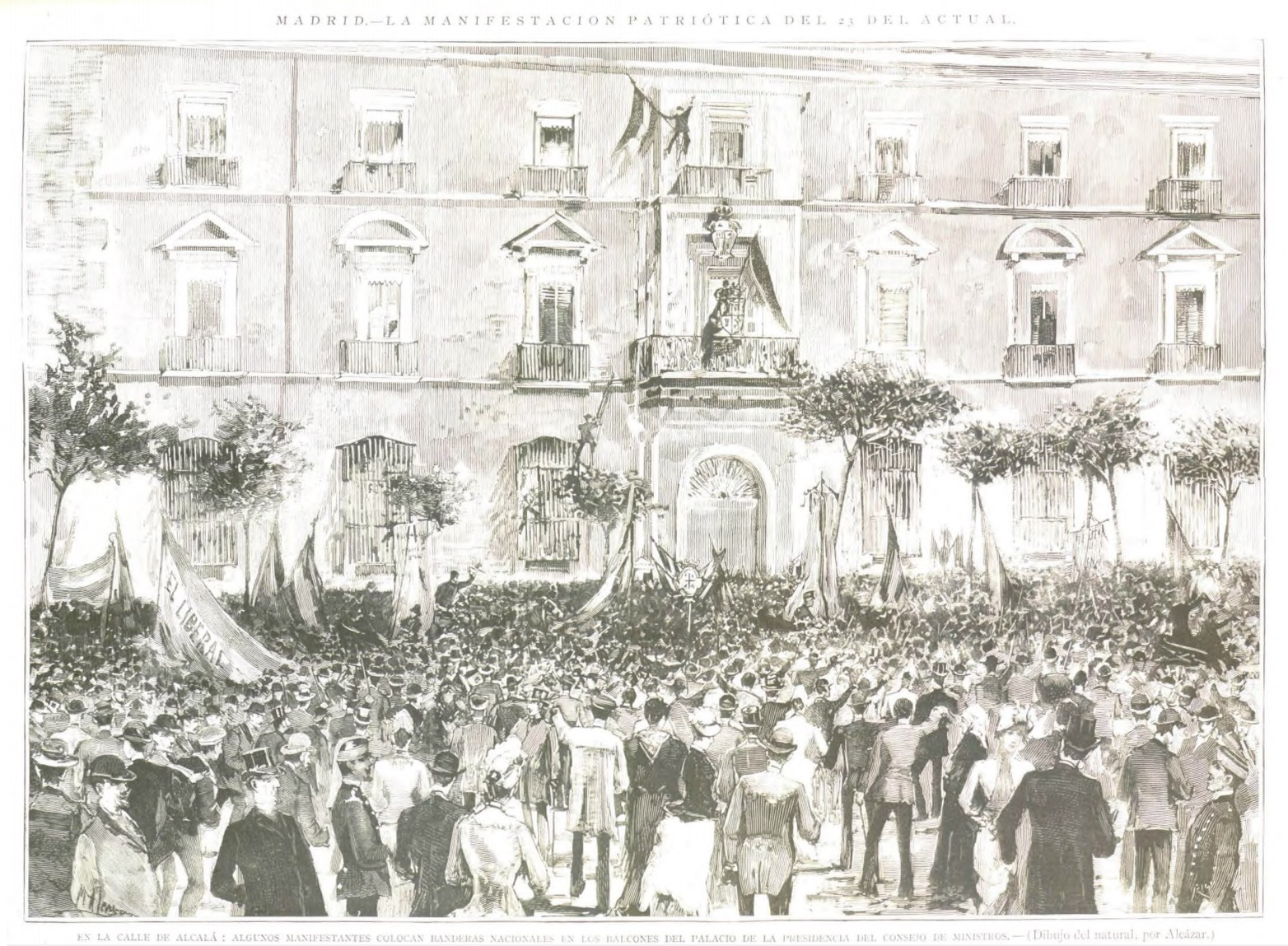
Fachada del Palacio de la Presidencia del Consejo de Ministros en la calle Alcalá en agosto de 1885; dibujo de Manuel Alcázar; grabado de Bernardo Rico; La Ilustración Española y Americana)

El edificio toma su nombre del comerciante vasco Juan Antonio de los Heros, quien también fue diputado director de los Cinco Gremios, socio fundador de las reales sociedades Bascongada y Matritense, y autor de Discursos sobre el Comercio. En 1779, De los Heros hizo edificar en la calle Alcalá (n.º 34) un edificio que fue destinado a diversos usos, entre ellos de almacén de vidrios elaborados en la Real Fábrica de Cristales de La Granja. Durante la primera mitad del siglo XIX tuvo distintos usos:
- En 1810, José Bonaparte autorizó la creación de un taller de óptica en el edificio, dirigido por Antonio Maglia.[5]
- Entre 1826 y 1830, sede del Real Establecimiento Litográfico.
- Estudio y taller de José de Madrazo.[6] En este momento llegó a existir una gran biblioteca y una colección de unos 700 cuadros.[7]

En 1860 el infante don Sebastián Gabriel regresó a España de su exilio en Nápoles tras haber apoyado el Carlismo, reconociendo a Isabel II. Como consecuencia de este retorno se impuso su matrimonio con una hermana del rey consorte Francisco de Asís, la infanta María Cristina. El nuevo matrimonio se estableció en el edificio, tras diferentes reformas. El infante Sebastián Gabriel escribía:

casa muy capaz, y que, cuando esté arreglada será una magnífica habitación

 
A partir de la revolución de 1868 se convirtió en la residencia del general Serrano, regente del Reino. El Consejo de Ministros se reunía en esta época en el edificio denominado Inspección de Milicias (en la esquina de Alcalá con Recoletos). Las reuniones se hacían en días indeterminados hasta que el 22 de febrero de 1870 se ordenó su desalojo por causa de derribo. Un año estuvo el Consejo de Ministros sin sede hasta que el 1 de enero de 1871 se reunieron por primera vez en la Casa de los Heros.
La Ley de 30 de junio de 1914, promulgada por las Cortes, autorizó al Gobierno para adquirir, sin formalidades de subasta, la casa palacio del Marqués de Villamejor como nueva sede de la Presidencia del Consejo. En 1916 la Casa de los Heros fue demolida a causa de su mal estado de conservación. En su lugar se edificó la sede del Ministerio de Instrucción Pública y Bellas Artes (inaugurado en 1928).

## Características
Este edificio poseía su entrada principal mirando a la calle Alcalá. Desde ella se daba acceso a un atrio. Desde la calle de los Madrazo (entonces de Greda) se podían ver los salones del edificio.